# Amata assamensis
Amata assamensis är en fjärilsart som beskrevs av Hans Zerny 1912. Amata assamensis ingår i släktet Amata och familjen björnspinnare. Inga underarter finns listade i Catalogue of Life.